# Ям (Переславский район)
Ям (Ямская слобода) — село в Пригородном сельском поселении Переславского района Ярославской области. Население на 1 января 2007 года — 176 человек.

## История
В 1552 году подмонастырное сельцо Фёдоровского монастыря было взято под вновь образованную Ямскую слободу.
Село Ям известно по переписным книгам с 1677 года.
Церковь в Ямской слободе имела главный престол в честь Пречистые Богородицы Одигитрия и придел в честь святых Флора и Лавра. В 1683 году прихожанами была куплена в Фёдоровском монастыре готовая церковь, перевезена была в слободу, вновь устроена и освящена в 1685 году. Престолы в новой церкви устроены были в честь того же, что и в прежней церкви.
В 1820 году вместо деревянной церкви прихожанами построен существующий и доныне каменный храм с колокольнею. Престолов в нём два: в холодной в честь Смоленской иконы Божией Матери, в приделе тёплом во имя святых мучеников Флора и Лавра.
С 1883 года в Ямской слободе была земская народная школа.

## Население
| 1859 | 1905 |
| ---- | ---- |
| 365  | 323  |

| 2007 | 2010 |
| ---- | ---- |
| 196  | ↘169 |

## Уроженцы
- Михаил Васильевич Лазарев — святой Миша-Самуил.
- Михаил Иванович Марьин — генерал-майор инженерных войск.